# Martin Powell
Martin Powell (født 19. juli 1973 i Sheffield, Yorkshire) er en britisk musiker. I 1991 sluttede Powell sig til death/doom metal-bandet My Dying Bride som violinist og keyboardspiller. I 1998 forlod han bandet, og sluttede sig til Anathema i rollen som live keyboardspiller. To år efter valgte han også at forlade dem og i stedet slutte sig til Cradle of Filth sammen med trommeslager Adrian Erlandsson og guitarist Paul Allender, efter Les 'Lecter' Smith forlod bandet. Martin Powell var med til at skrive flere af sangteksterne, og på albummet Nymphetamine spillede han også guitar på flere af numrene. I 2005 valgte han at forlade Cradle of Filth.